# Vivári
Vivári (Vivari) är en ort i Grekland.   Den ligger i prefekturen Nomós Argolídos och regionen Peloponnesos, i den södra delen av landet, 90 km sydväst om huvudstaden Aten. Vivári ligger 1 meter över havet och antalet invånare är 314.
Terrängen runt Vivári är kuperad norrut, men söderut är den platt. Havet är nära Vivári söderut.  Närmaste större samhälle är Argos, 19,5 km nordväst om Vivári. 